# Andrés Albo Márquez
Andrés Albo Márquez (3 de julio de 1959, Celaya, Guanajuato). Es un académico y político mexicano, fue Consejero del Instituto Federal Electoral y de diciembre de 2007 a febrero de 2008 fue Consejero Presidente del mismo IFE.
Licenciado en Ciencias Sociales por el Instituto Tecnológico Autónomo de México, con maestría en Ciencias Sociales por la Universidad de Syracuse y maestría en Ciencia Política por la misma Universidad. Tiene un diplomado en Psicología Política por la Universidad George Washington y Certificado del Instituto de Verano en Psicología Política en la Universidad de Ohio.
Hasta octubre del 2003, fue director del Departamento de Estudios Sociopolíticos de BANAMEX. Colaboró para ese departamento desde 1987, laborando tiempo completo a partir de 1989.
En 1994, fue observador electoral en los comicios federales y realizó actividades relacionadas con elecciones federales en 1991.
Fungió como Consejero Electoral en el Consejo Local del Instituto Federal Electoral en el Distrito Federal en 1997, 2000 y 2003, el proceso de 1997 incluyó la calificación del primer Jefe de Gobierno del D.F.
Fue Coordinador del Anuario Estadístico México-Social, (BANAMEX) y del CD electoral, “Elecciones locales y elecciones nacionales 1970-2000”, (BANAMEX).
Ha sido profesor por asignatura del ITAM y de la Universidad Iberoamericana. 
Tomó posesión como Consejero Electoral del Instituto Federal Electoral, el 3 de noviembre de 2003. Presidió las comisiones de Transparencia y Fiscalización de los Recursos de los Partidos y Agrupaciones Políticas del 2003 al 2007.
El 16 de diciembre de 2007 el Consejo General del IFE lo nombró Consejero Presidente Provisional en sustitución de Luis Carlos Ugalde, cargo que desempeñó hasta el 7 de febrero de 2008 cuando fue relevado por Leonardo Valdés Zurita.
El 15 de agosto del 2008 deja el cargo, como consecuencia de la Reforma Electoral del 2007, en la cual se establece la renovación escalonada de los Consejeros. 
A partir de agosto del 2008 es Director de Compromiso Social en BANAMEX, donde gestiona proyectos sociales y educativos, donde destaca Jóvenes de Excelencia Citibanamex; iniciativa por la cual prepara a Jóvenes sobresalientes para realizar estudios de posgrado en el Extranjero en una de las mejores 100 Universidades del Mundo.